# Octobre 1786

## Événements
- 17 octobre : création du Comté de Bourbon (Kentucky). Il a été baptisé du nom de la Maison de Bourbon de France qui assista les insurgés américains lors de la guerre d'indépendance contre les Britanniques (1776-1783), James Garrard, second gouverneur du Kentucky, proposa le nom de Comté de Bourbon lorsque le comté fut constitué.

## Naissances
- 5 octobre : Louis de Le Hoye, homme politique belge.

## Décès
- 25 octobre : Charles Mason (né en 1728), astronome et géomètre britannique.